# Eduards Žukovs
Eduards Žukovs (ur. 21 stycznia 1972 w Dyneburgu) – łotewski zapaśnik walczący w stylu wolnym. Olimpijczyk z Barcelony1992, gdzie odpadł w eliminacjach w wadze piórkowej.
Jedenasty na mistrzostwach świata w 1994. Szósty na mistrzostwach Europy w 1992 roku.

## Letnie Igrzyska Olimpijskie 1992
| Konkurencja | Rundy eliminacyjne | Rundy eliminacyjne         | Rundy eliminacyjne          | Rundy eliminacyjne    | Klas. końcowa |
| Konkurencja | Przeciwnik I       | Przeciwnik II              | Przeciwnik III              | Przeciwnik IV         | Miejsce       |
| ----------- | ------------------ | -------------------------- | --------------------------- | --------------------- | ------------- |
| 62 kg       | Musa Ilhan (AUS) Z | Dariusz Grzywiński (POL) P | Askari Mohammadijan (IRI) P | Anibál Nieves (PUR) P | IV runda      |